# 大海エリカ
大海 エリカ（おおみ えりか、1987年3月25日 - ）は日本の女性ファッションモデル、タレント、女優。
ワタナベエンターテイメントカレッジ第二期生卒業者。劇団山田ジャパンの劇団員でもあった。
現在はあやまんJAPANに所属しユースメンバーとして活動している。あやまんJAPANネームは「アナコンダ大海」

## 人物
- 母親がメキシコ人、父親が日本人。1年半、メキシコへ留学していた経験もあり、スペイン語が話せる（twitterではスペイン語は話せないと書かれている）
- 趣味は卵を食べること、お酒を飲む事、ひとり旅、キャンプ、スノーボード。特技は人と仲良くなる事、妄想
- 好きな食べ物は卵、嫌いな食べ物は辛い物と苦い物
- ヨークシャ・テリアの「マロン」と保護犬の「サノスケ」を飼っている

## 経歴
- モーニング娘。ラッキー7オーディションを受け、最終6名に残るも全員落選。
- 2016年の『エンタの神様』にて、アンジャッシュのコントにエキストラ出演した。

## 舞台
- バルジライプロジェクト『十戒』（演出：井田國彦、2006年8月4日-6日、品川六甲会ホール）
- 劇団山田ジャパン『盗聴少年』（作・演出：山田能龍、2012年3月26日 - 4月1日、赤坂RED THEATER / 4月6日 - 8日、梅田HEPHALL）
- 海賊のように飲む会『井戸のある楽屋』（作・演出：カワモト文明、2012年9月19日-23日、学芸大学千本桜ホール）
- 劇団山田ジャパン『海を渡れ!元通りを目指して!＜冥＞』（作・演出：山田能龍、2012年11月15日 - 18日、中野HOPE）
- 海賊のように飲む会『井戸のあるタマリ場』（作・演出：カワモト文明、2013年5月3日-5月6日、学芸大学千本桜ホール）
- 劇団山田ジャパン『HEY!ポール!』（作・演出：山田能龍、2013年6月12日 - 16日、新宿シアターサンモール）
- 劇団山田ジャパン『ブルーギルの計画』（作・演出：山田能龍、2013年11月21日 - 24日、大阪ABCホール / 11月27日 - 30日、渋谷大和田伝承ホール）
- 劇団山田ジャパン『記者倶楽部』（作・演出：山田能龍、2014年4月2日 - 8日、赤坂RED THEATER / 4月11日 - 13日、大阪ABCホール）
- 劇団山田ジャパン『焼けクソの二度焼き～もういちど、引く程の高温で焼いてみよう～』（作・演出：山田能龍、2014年10月9日 - 13日、新宿ゴールデン街劇場）
- 護送撃団方式『メンタルトレーナーのくせに』（作・演出：山田能龍、2015年1月28日-2月1日、池袋シアターグリーンBOX in BOX THEATER）
- 劇団山田ジャパン『大渋滞』（作・演出：山田能龍、2015年5月7日 - 13日、赤坂RED THEATER）
- 劇団山田ジャパン『矢と豆～ Like a Star, new-one ～』（作・演出：山田能龍、2015年11月18日 - 23日、アトリエファンファーレ高円寺）
- 劇団山田ジャパン『ソリティアが無くなったらこの世は終わり』（作・演出：山田能龍、2016年5月1日-15日、渋谷CBGKシブケキ‼︎）
- 劇団山田ジャパン『とのまわり』（作・演出：山田能龍、2017年2月16日-25日、アトリアファンファーレ東新宿こけら落し公演）
- SECOND・N　PRODUCE『キズ絆ーKIZUBAN』（作・演出：大和（劇団ノーティーボーイズ）、2018年4月17日-22日、高田馬場ラビネスト）
- 劇団Rexy『黒服ドレッサー』（作・演出：鄭光誠、2018年11月8日-11日、TACCS1179）

## 映画
- 『東京大学物語』（2006年、江川達也監督）
- 『虫皇帝』（2010年02月17日、新堂冬樹監督）
- 『君が踊る、夏』（2010年9月11日、香月秀之監督）
- 『世界は今日から君のもの』（2017年7月15日、尾崎将也監督）

## CM
- 『ジョッキ生』（サントリー・草野球編）

## テレビ
- 『世界卓球』
- 『ぶっちゃけ嬢〜26時のシンデレラ〜』（2015年1月〜）
- 『エンタの神様』（2016年）
- 『ナカイの窓〜ウレルカモの窓　第2弾』（2018年12月13日）
- 『あやまんJAPANチャンネル』YouTube（2019年〜）
- 『マジ恋チャンネル』YouTube（2019年〜）
- 『Wの悲劇』AbemaTV（2019年1月）
- 『あやまんJAPAN ニコニコチャンネル』（2019年4月〜）

## 雑誌・カタログ
- 『KING』（講談社）
- 『PVコスメティクス』
- 『鈴乃屋』（2008年度版振袖カタログ）
- 『カジュアルきものライフ』

## MV
- DOBBLE『ロックザパーティー』
- あやまんJAPAN『DDD〜どこでも誰でも大丈夫〜』
- あやまんJAPAN『斉藤さん-Say To Love Me-』